# Município de Elk (condado de Vinton, Ohio)
Localização do Ohio nos E.U.A.
O município de Elk (em inglês: Elk Township) é um município localizado no condado de Vinton no estado estadounidense de Ohio. No ano 2010 tinha uma população de 3306 habitantes e uma densidade populacional de 33,53 pessoas por km².

## Geografia
O município de Elk encontra-se localizado nas coordenadas 39° 15′ 32″ N, 82° 28′ 26″ O. Segundo a Departamento do Censo dos Estados Unidos, o município tem uma superfície total de 98.59 km², da qual 98,05 km² correspondem a terra firme e (0,55 %) 0,54 km² é água.

## Demografia
Segundo o censo de 2010, tinha 3306 pessoas residindo no município de Elk. A densidade populacional era de 33,53 hab./km².